# Марш женщин (Южная Африка)
Марш женщин состоялся 9 августа 1956 года в Претории; был направлен против распространения закона о паспорте 1952 года на чернокожих женщин. Целью участников марша была петиция об отмене этого закона, которую они хотели подать примьер-министру Стрейдому.

## Причины
В 1950 году были введены законы о регистрации населения, предписывающий каждому жителю быть зарегистрированным как белый, цветной или банту, закон о паспорте, а также акт о групповых областях, разделявший страну на несколько расовых областей. В результате введения системы апартеида чернокожему населению запретили находиться на территории для белых. В 1952 году был издан закон о паспортах, обязывающий каждого не.белого гражданина страны иметь при себе паспорт с фото, личными данными и информации о его трудоустройстве. С этого года также каждый чернокожий мужчина не имел право находиться на территории для белых более 72 часов, только если он не предоставлял документ о своем трудоустройстве на данной территории. Причем работодателем мог выступать только белый гражданин. В 1956 году это ограничение стало распространяться и на чернокожих женщин, сделав фактически невозможным совместное проживание чернокожей семьи, если только женщина также не была трудоустроена в данном регионе.
В 1954 году была основана Федерация женщин Южной Африки (Federation of South African Women), организация по борьбе с апартеидом, и включающую различные женские организации, в том числе и Женскую лигу Африканского национального конгресса. В 1955 году на Конгрессе народов была подписана Хартия свободы, в создание которой также участвовала Федерация женщин, составившая одну из частей под названием «Что требует женщина» и требовавшая для женщин обеспечение ухода за детьми, жилье, образование, равную оплату и равные права с мужчинами в отношении к собственности, браку и опеке над детьми. К 1956 году Федерация женщин стала также выступать против системы пропусков на территорию белых для чернокожих женщин.

## Известные участницы
- Хелен Джозеф[англ.]
- Рахима Мооса[англ.]
- Лилиан Нгойи[англ.]
- София Уильямс-Де Брюйн, ей было всего 18 лет, что делало её самой молодой из четырёх лидеров[4].